# Tournée de l'équipe des Lions britanniques et irlandais de rugby à XV en 1962
Les Lions britanniques et irlandais, (auparavant appelés Lions britanniques) ou plus couramment appelés Lions, se déplacent principalement en Afrique du Sud lors d'une tournée organisée en 1962 avec pour points d'orgue quatre test-matchs contre l'équipe d'Afrique du Sud.
L'équipe dirigée par Douglas Vaughan a pour relais sur le terrain le capitaine et joueur écossais Arthur Smith. 
L'équipe des Lions perd trois des quatre tests. Elle se déplace également au Kenya, en Afrique du Sud-Ouest (future Namibie, intégrée alors à l'Afrique du Sud) et en Rhodésie, devenue le Zimbabwe.

## Le groupe de la tournée
La liste suivante indique les 33 joueurs retenus pour participer à la tournée organisée en 1962.
| Avants - Mike Campbell-Lamerton (London Scottish et Armée) - David Rollo (Howe of Fife) - John Douglas (Stewart's College FP) - Willie John McBride (Ballymena) - Syd Millar (Ballymena) - Bill Mulcahy (Bohémiens) - Kingsley Jones (Cardiff) - Bryn Meredith (Newport) - Haydn Morgan (Abertillery) - David Nash (Ebbw Vale) - Alun Pask (Abertillerie) - Glyn Davidge (Newport) - Keith Rowlands (Cardiff) - Budge Rogers (Bedford) - HO Godwin (Coventry) - Stan Hodgson (Durham City (en)) - TP Wright (Blackheath) | Arrières - Niall Brophy (University College Dublin) - Tom Kiernan (RFC du University College Cork) - David Hewitt (Queen's University RFC) - Raymond Hunter (CIYMS) - Dewi Bebb (Swansea) - Ken Jones (Llanelli) - Tony O'Connor (Aberavon) - Arthur Smith (Edimbourg Wanderers) - Gordon Waddell (London Scottish) - Ronnie Cowan (Selkirk) - Dickie Jeeps (Northampton) - Richard Sharp (Université d'Oxford) - JM Dee (Hartlepool Rovers) - Mike Weston (Durham City) - John Willcox (Université d'Oxford) - H.J.C Brown (Blackheath et RAF) |  |

## Résultats des matchs de la tournée
| N° | Date       | Lieu                             | Score   | Adversaire              | Résultat  |
| -- | ---------- | -------------------------------- | ------- | ----------------------- | --------- |
| 1  | 26 Mai     | Hartsfield Ground, Salisbury     | 38 - 9  | Rhodésie                | Victoire  |
| 2  | 31 Mai     | De Beers Diamond Oval, Kimberley | 8 - 8   | Giqualand West          | Match Nul |
| 3  | 2 Juin     | Olen Park, Potchefstroom         | 11 - 6  | Western Transvaal       | Victoire  |
| 4  | 6 Juin     | Newlands, Cape Town              | 14 - 11 | Southern University     | Victoire  |
| 5  | 9 Juin     | Boland Stadium, Wellington       | 25 - 8  | Boland                  | Victoire  |
| 6  | 12 Juin    | South West Stadium, Windhoek     | 14 - 6  | South West Africa       | Victoire  |
| 7  | 16 Juin    | Loftus Versfeld, Pretoria        | 6 - 14  | Northern Transvaal      | Défaite   |
| 8  | 27 Juin    | Kings Park, Durban               | 13 - 3  | Natal                   | Victoire  |
| 9  | 30 Juin    | Boet Erasmus, Port Elizabeth     | 21 - 6  | Eastern Province        | Victoire  |
| 10 | 4 Juillet  | Free State Stadium, Bloemfontein | 14 - 14 | Orange Free State       | Match Nul |
| 11 | 7 Juillet  | Loftus Versfeld, Pretoria        | 16 - 11 | Junior Springboks       | Victoire  |
| 12 | 11 Juillet | Olen Park, Potchefstroom         | 20 - 6  | Combined Service        | Victoire  |
| 13 | 14 Juillet | Newlands, Cape Town              | 21 - 13 | Western Province        | Victoire  |
| 14 | 17 Juillet | Mossel Bay                       | 11 - 3  | South West Districts    | Victoire  |
| 15 | 25 Juillet | PAM Brink, Springs               | 6 - 6   | Northern Universities   | Match Nul |
| 16 | 28 Juillet | Ellis Park, Johannesburg         | 24 - 3  | Transvaal               | Victoire  |
| 17 | 8 Août     | Danie Craven St., Stellenbosch   | 34 - 8  | North Eastern Districts | Victoire  |
| 18 | 11 Août    | Buffalo City St., East London    | 5 - 0   | Border                  | Victoire  |
| 19 | 15 Août    | Boet Erasmus, Port Elizabeth     | 14 - 6  | Central University      | Victoire  |
| 20 | 18 Août    | PAM Brink, Springs               | 16 - 19 | Eastern Transvaal       | Défaite   |
| 21 | 28 Août    | RFUEA Ground, Nairobi            | 50 - 0  | East Africa             | Victoire  |

## Résultats des test-matchs
| No | Date            | Lieu           | Match                               | Score   | Compétition |
| -- | --------------- | -------------- | ----------------------------------- | ------- | ----------- |
| 1  | 23 juin 1962    | Afrique du Sud | Afrique du Sud – Lions britanniques | 3 – 3   | test-match  |
| 2  | 21 juillet 1962 | Afrique du Sud | Afrique du Sud – Lions britanniques | 3 – 0   | test-match  |
| 3  | 4 août 1962     | Afrique du Sud | Afrique du Sud – Lions britanniques | 8 – 3   | test-match  |
| 4  | 25 août 1962    | Afrique du Sud | Afrique du Sud – Lions britanniques | 34 – 14 | test-match  |